# Quinchao
Quinchao – wyspa w południowej części Chile. Ma powierzchnię 120 km² i jest drugą pod tym względem wyspą archipelagu Chiloé. Słynie z bogatej tradycji architektury drewnianej. Na wyspie, w miejscowościach Achao i Quinchao znajdują się dwa z szesnastu drewnianych kościołów archipelagu Chiloé. Można się na nią dostać promem z miejscowości Dalcahue położonej na największej wyspie archipelagu, Chiloé. Obie wyspy rozdziela kanał Dalcahue.
Krajobraz wyspy jest pagórkowaty. Znajduje się na niej wiele pastwisk i małych wsi. Dominuje uprawa warzyw, szczególnie ziemniaków w ponad 200 odmianach, owoców oraz bydła. Ponadto miejscowi zajmują również hodowlą ostryg, małż i łososi. W pogodny dzień z wyspy można obserwować ośnieżone góry północnej części Patagonii.
W Curaco de Vélez znajduje się kilka uliczek z charakterystycznymi kolorowymi, drewnianymi domami zbudowanych z miejscowego drewna (m.in. Pilgerodendron uviferum, ficroja cyprysowata) i pokrytych gontem. Miejscowość położona jest wokół zatoki i otoczona łagodnymi wzgórzami. Na Plaza de Armas obok kościoła umiejscowione jest popiersie miejscowego bohatera, admirała Riverosa, dowódcy chilijskiej floty, która zdobyła peruwiański okręt pancerny Huáscar podczas wojny o Pacyfik. Podobne domy, co w Curaco, są również w Achao. Mieści się tu muzeum cultura de madera (kultury obróbki drewna). Przy placu miejskim znajduje się pochodzący z 1764 roku kościół Santa Maria de Loreto, przykład typowego kościoła Chiloé, uważany za najstarszy na archipelagu. W lutym odbywają się tam dwa festiwale folklorystyczne; muzyczny Encuentro Folklórico de las Islas del Archipiélago i kulinarno-rzemieślniczy Muestra Gastronómica y Artesanal. Na wyspie istnieje rozbudowana baza noclegowa i gastronomiczna w postaci hostali, kempingów i gospodarstw agroturystycznych oferujących różnorodne dania tradycyjnej kuchni.
Na mokradłach znajdujących się w miejscowościach Chullec, Curaco i Quinchao można obserwować ptaki endemiczne i wędrowne takie jak szlamnik amerykański, kulik mniejszy, flaming chilijski, łabędź czarnoszyi, brzytwodziób amerykański i sieweczka szarolica.
Administracyjnie wyspa podzielona jest między dwie gminy; Curaco de Vélez w zachodniej części i Quinchao, która oprócz wschodniej części wyspy zajmuje także mniejsze okoliczne wyspy. Obie gminy leżą w prowincji Chiloé, w regionie Los Lagos.

## Galeria

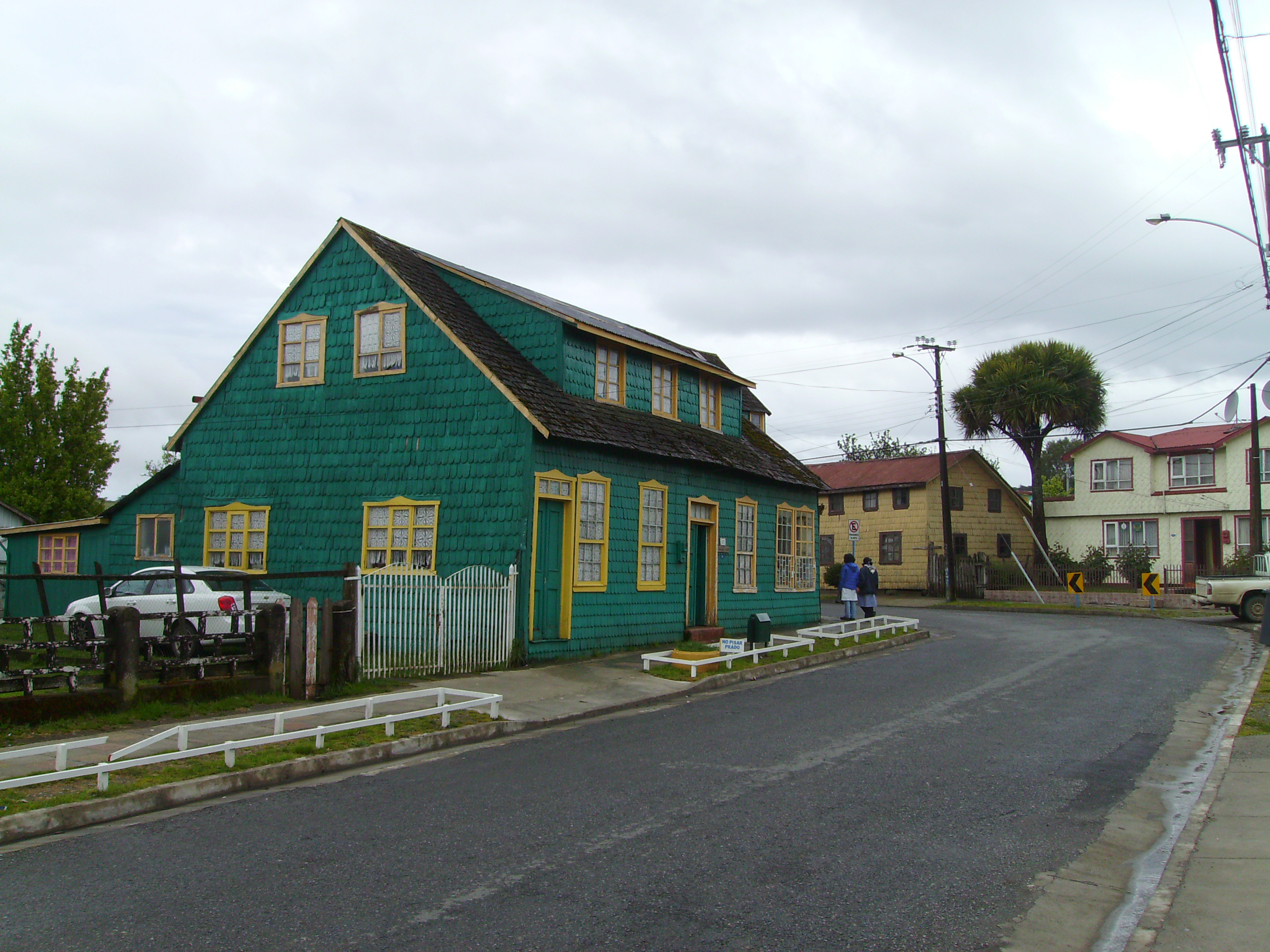
Domy w Curaco de Vélez pokryte gontem
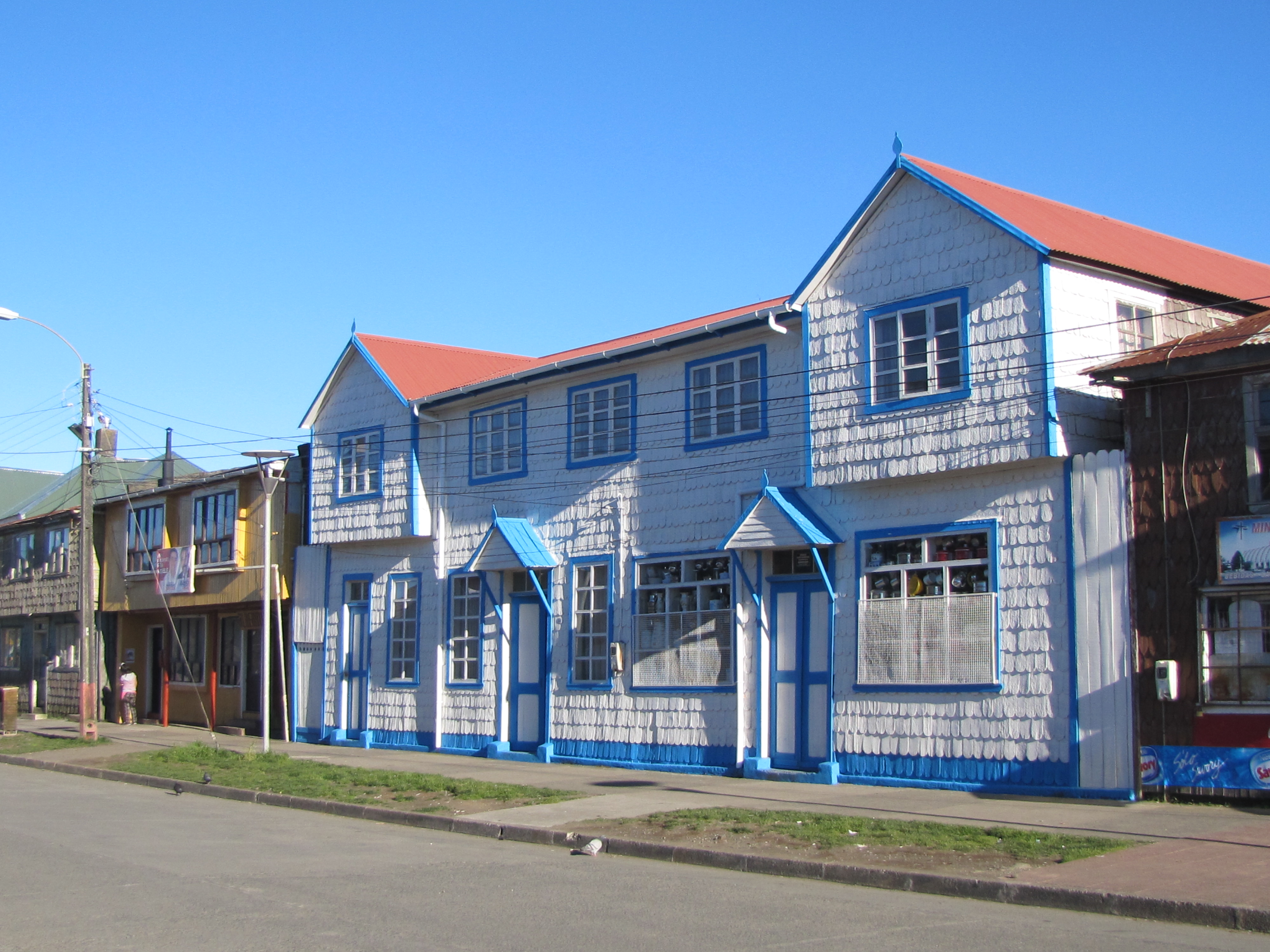
Tradycyjny dom w Achao
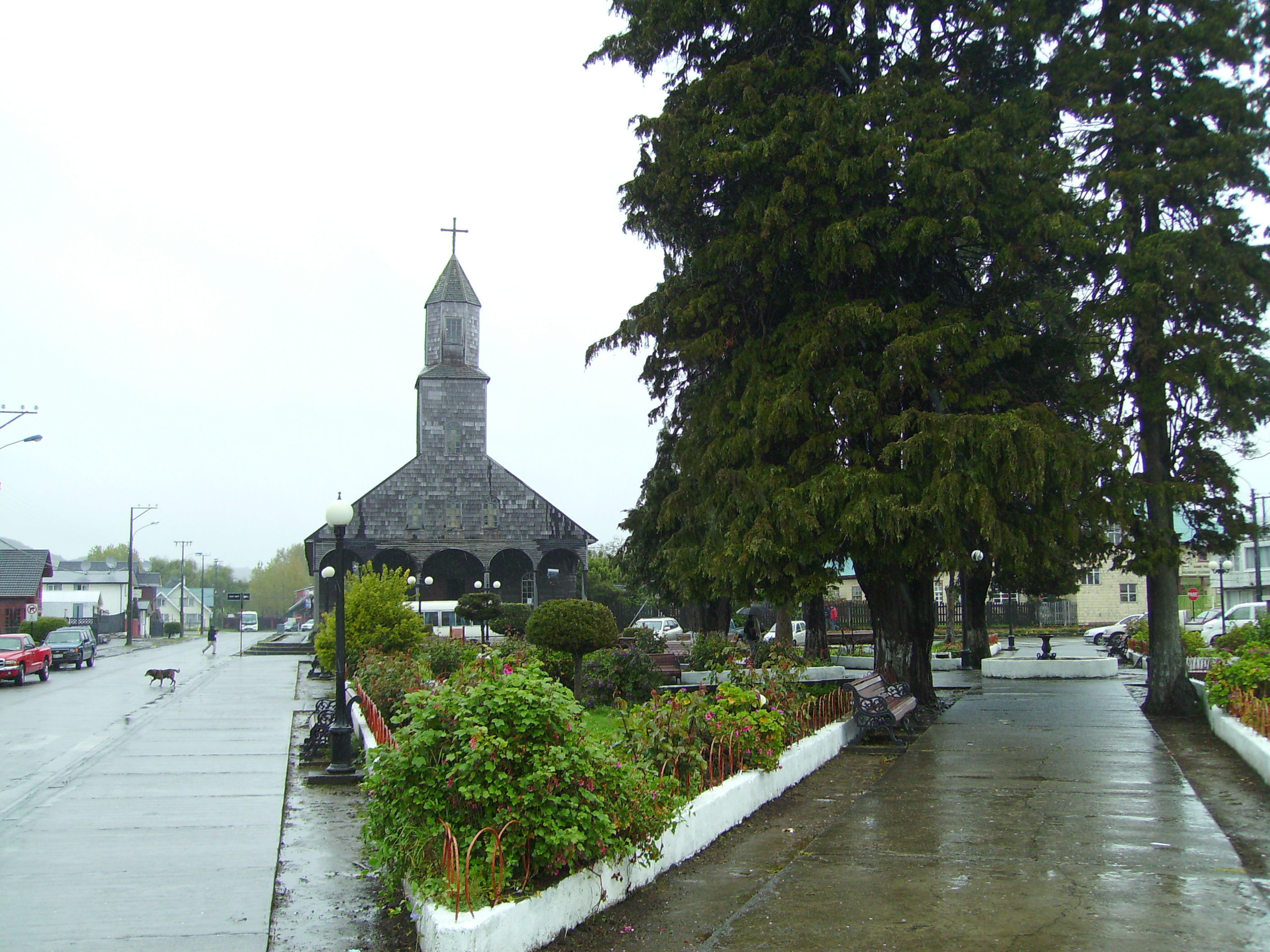
Plac miejski i zabytkowy kościół w Achao
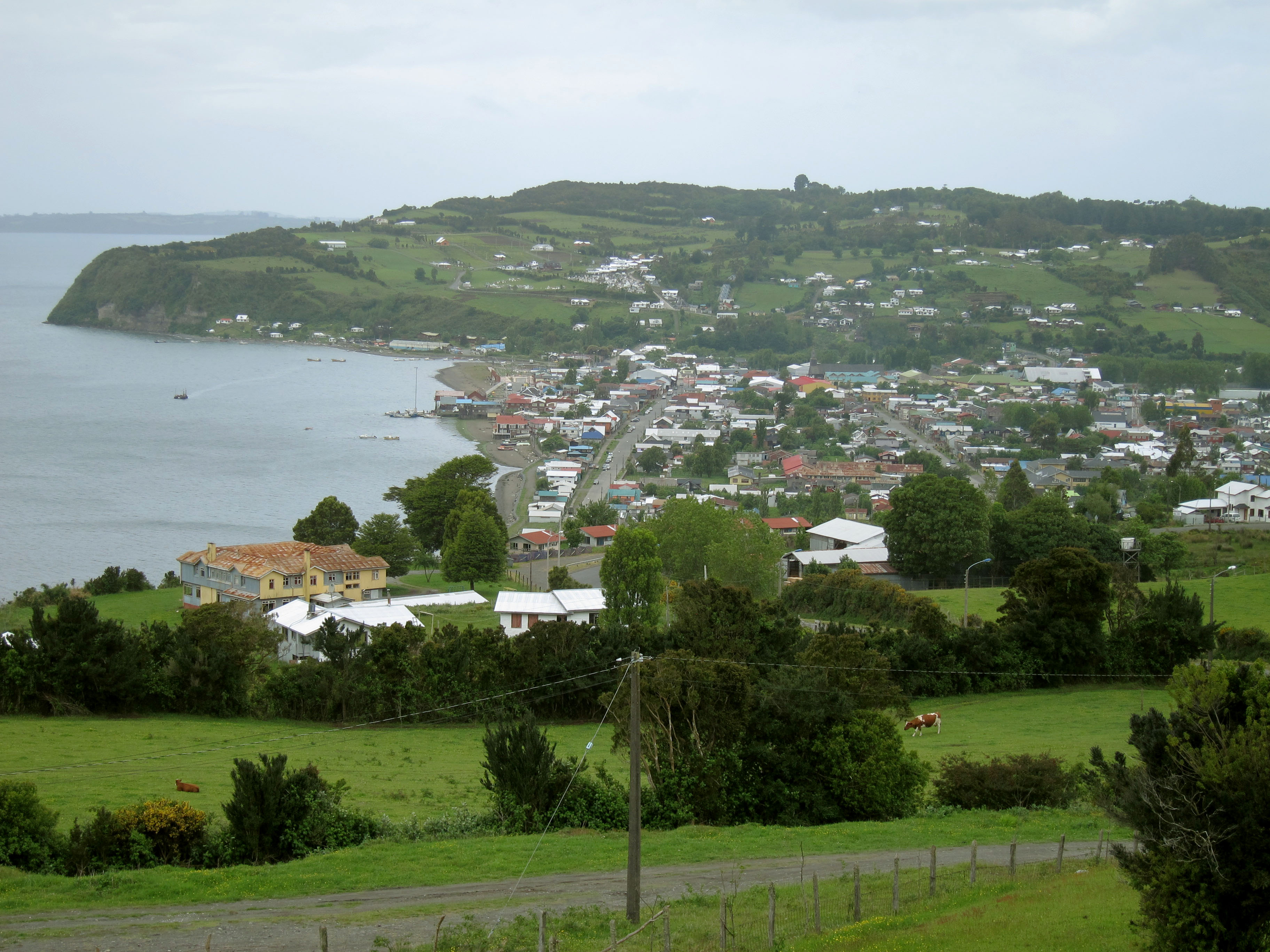
Widok na miejscowość Achao
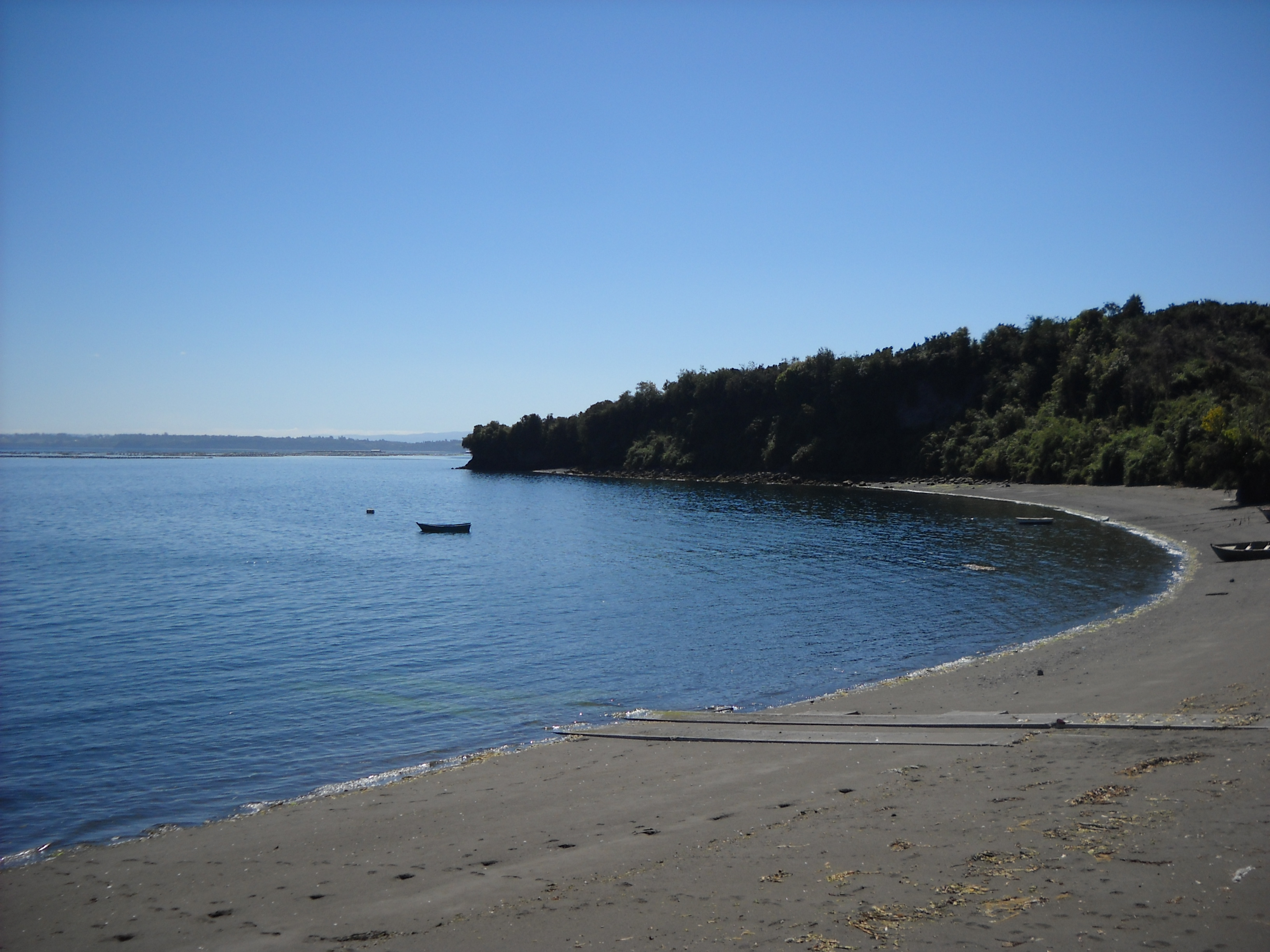
Wybrzeże wyspy w miejscowości Chequian